# دومينغو سانشيز
دومينغو سانشيز (بالإسبانية: Domingo Sánchez)‏ هو مصارع هاوي إسباني، ولد في 18 يناير 1899 في تيروال في إسبانيا، وتوفي في 13 أكتوبر 1961 في برشلونة في إسبانيا.

## وصلات خارجية
- دومينغو سانشيز على موقع أوليمبيديا (الإنجليزية)